# Hypseocharis
Hypseocharis, biljni rod iz porodice Geraniaceae, nekada smješten u vlastitu porodicu Hypseocharitaceae. Pripada mu šest priznatih vrsta zeljastog bilja na Andama Perua, Bolivije i Argentine.

## Vrste
1. Hypseocharis bilobata Killip
2. Hypseocharis malpasensis R.Knuth
3. Hypseocharis pedicularifolia R.Knuth
4. Hypseocharis pilgeri R.Knuth
5. Hypseocharis pimpinellifolia J.Rémy
6. Hypseocharis tridentata Griseb.

## Vanjske poveznice
- The seed structure and taxonomic relationships of Hypseocharis Remy